# Гелен ДеВітт
Гелен ДеВітт (англ. Helen DeWitt; нар. 1957, Такома Парк, Меріленд, США) — американська письменниця-романіст.

## Біографія
Гелен ДеВітт народилася 1957 року у Такома Парк, Меріленд, США. Значну частину дитинства вона провела у Латинській Америці, зокрема у Мексиці, Бразилії, Колумбії та Еквадорі, оскільки її батьки працювали у дипломатичній службі США. Вона вчилася рік у школі Нортфілд-Маунт-Гермон (Нортфілд, Массачусетс), трохи ходила до коледжу Сміт (Нортгемптон, Массачусетс). Вона вивчала антикознавство в Оксфордському університеті, спершу в Леді-Маргарет-Голл, а потім у коледжі Брейсноуз (отримала науковий ступінь доктора філософії). В 1988 році вона полишила академічну кар'єру.
2001 року вийшов її дебютний роман «Останній самурай». Сам рукопис вона завершила в 1998 році, це був один із 50 романів, що вона почала писати. Під час написання книги вона працювала на різних роботах, зокрема набирала текст, працювала у мережі «Dunkin' Donuts», у пральні. Роман було опубліковано у понад 20 країнах.
25 травня 2004 року Гелен ДеВітт пропала зі свого дому у Стейтен-Айленд, попередньо написавши передсмертного електронного листа до Дев Чатіллон (англ. Dev Chatillon), а вже 26 травня 2004 року її знайшли біля Ніагарського водоспаду, де вона хотіла просто «прояснити голову».
У 2005 році вона написала «limit5» для виставки «Blushing Brides» у співпраці із лондонською художницею Інгрід Керма.
2007 року вона завершила роман «Твоє ім'я тут» (співавтор — Іліа Гріднефф (англ. Ilya Gridneff), австралійський журналіст). Книгу не було опубліковано, хоча уривки виходили у журналі «n+1» у 2008 році. Того ж року почалися переговори щодо прав на екранізацію книги «Останній самурай» з режисером Том Дей.
2012 року вийшов її другий роман «Приймачі блискавки» у незалежному видавництві «And Other Stories» (Гай-Віком, Бакінгемшир). Рукопис цього роману був завершений ще до публікації «Останнього самурая».
Уривок із її роману в роботі, дія якого відбувається у Флін-Флон, Манітоба, було опубліковано «Open Book: Ontario».
Її оповідання «Верхолази», що досліджує ідеали митця та комерційну реальність життя письменника, було опубліковано у листопаді 2014 року в «Harper's Magazine».
Гелен ДеВітт мешкає у Берліні, де первинно думала пробути тільки місяць. Вона знає декілька мов: англійську, французьку, латину, грецьку, німецьку, іспанську, італійську, португальську, арабську, іврит, японську та російську.

## Романи
- The Last Samurai (New York: Hyperion, 2000; ISBN 0-7868-6668-3)
- Lightning Rods (High Wycombe: And Other Stories, 2012; ISBN 978-1-908276-11-7)